# Tyczewo
Tyczewo (do 1945 r. niem. Tietzow) – wieś sołecka w północno-zachodniej Polsce, położona w województwie zachodniopomorskim, w powiecie białogardzkim, w gminie Tychowo. W latach 1975–1998 wieś należała do woj. koszalińskiego. Według danych UM, na dzień 31 grudnia 2014 roku wieś miała 78 mieszkańców.
W skład sołectwa wchodzi także osada Wełdkówko.

## Położenie
Wieś leży ok. 8 km na północny wschód od Tychowa, ok. 4 km na północ od drogi wojewódzkiej nr 169, przy trasie byłej linii wąskotorowej Białogard – Świelino, w pobliżu rzeki Chotli.

## Toponimia
Nazwa miejscowości pochodzi od drzewa cisu pospolitego.

## Zabytki

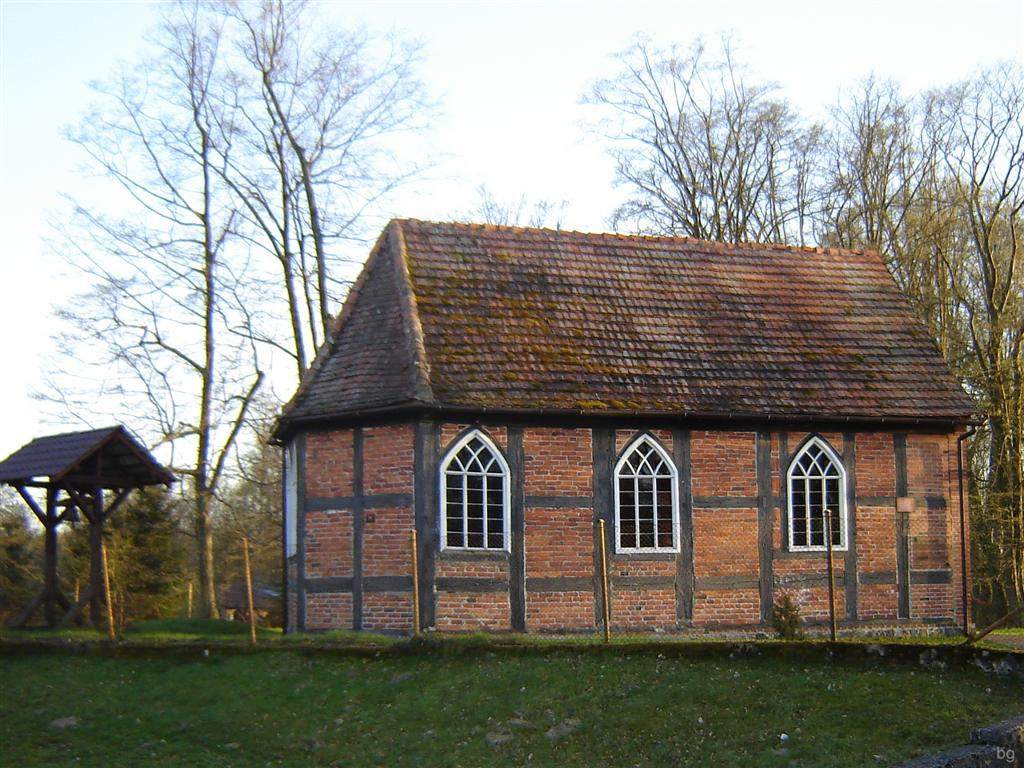
Kościół pw. św. Antoniego

Do wojewódzkiego rejestru zabytków wpisane są:
- kościół ewangelicki, obecnie pw. św. Antoniego szachulcowo-murowany z 1681 r. przebudowany w XIX wieku[6]. rzymskokatolicki, należący do parafii pw. MB Wspomożenia Wiernych w Tychowie, dekanatu Białogard, diecezji koszalińsko-kołobrzeskiej, metropolii szczecińsko-kamieńskiej. Kościół salowy z trójbocznie zamkniętym prezbiterium, ołtarz główny z XVII wieku, ambona z XVIII wieku, dzwon z 1780 roku
- park pałacowy z połowy XIX wieku, pozostałość po pałacu.